# Chisum
Pour plus de détails, voir Fiche technique et Distribution.
Chisum est un western américain d'Andrew V. McLaglen, sorti en 1970.

## Synopsis
En 1878, au Nouveau-Mexique, John Chisum est le propriétaire d'un vaste territoire où il élève du bétail, secondé par son vieil ami James Pepper. Mais un financier véreux, Lawrence Murphy, qui a déjà la mainmise sur la petite ville toute proche, voudrait s'approprier son domaine aidé d'hommes de mains et de shérifs soudoyés.
Cependant Chisum sait se défendre, d'autant qu'il est secouru par un voisin, Henry Tunstall ainsi que par deux jeunes gens, Pat Garrett et Billy the Kid.

## Fiche technique
- Titre original : Chisum
- Réalisation : Andrew V. McLaglen
- Scénariste et producteur : Andrew J. Fenady
- Photographie : William H. Clothier
- Direction artistique : Carl Anderson
- Décors : Ray Moyer
- Costumes : Michael Harte et Luster Bayless
- Montage : Robert Simpson
- Musique : Dominic Frontiere
- Producteur exécutif : Michael Wayne
- Société de production : Batjac Productions
- Société de distribution : Warner Bros.
- Langue : anglais
- Genre : western
- Format : couleurs (filmé en Panavision et Technicolor)
- Durée : 111 min.
- Date de sortie : 
  - États-Unis : 27 juin 1970 (Dallas)
- Affiches : Raymond Elseviers (Belgique), Jean Mascii (France), Enzo Nistri (Italie)

## Distribution
- John Wayne (VF : Raymond Loyer) : John Chisum
- Forrest Tucker (VF : Claude Bertrand) : Lawrence Murphy
- Christopher George (VF : Jacques Thébault) : Dan Nodeen
- Ben Johnson (VF : Jean Amadou) : James Pepper
- Glenn Corbett (VF : Jean-Claude Michel) : Patrick « Pat » Garrett
- Andrew Prine (VF : Bernard Murat) : Alexander « Alex » McSween
- Bruce Cabot (VF : Jean Violette) : le shérif Brady
- Geoffrey Deuel (VF : Pierre Pernet) : William « Billy le Kid » Bonney
- Pamela McMyler (VF : Béatrice Delfe) : Sallie Chisum
- Patric Knowles (VF : Roger Tréville) : Henry Tunstall
- Richard Jaeckel (VF : Gérard Hernandez) : Jess Evans
- Lynda Day (VF : Jeanine Freson) : Sue McSween
- Robert Donner (VF : Claude Joseph) : le shérif-adjoint Morton
- John Mitchum : le shérif-adjoint Baker
- John Agar (VF : Gérard Hernandez) : Amos Patton
- Pedro Armendáriz Jr. : Ben
- Christopher Mitchum : Tom O’Folliard
- Hank Worden : le chef du poste de diligence
- Lloyd Battista (VF : Gérard Hernandez) : Neemo
- Ray Teal (VF : Fernand Fabre) : Justice Wilson
- Edward Faulkner (VF : Jacques Deschamps) : James J. Dolan
- Ron Soble : Bowdre
- Glenn Langan (VF : Jacques Berthier) : le colonel Nathan Dudley
- Alan Baxter (VF : Jean Berger) : le gouverneur Axtell
- Alberto Morin : Delgado
- William Bryant : Jeff
- John Pickard (VF : Jean Davy) : le sergent agressif
- Abraham Sofaer : le chef Comanche « White Buffalo »
- Gregg Palmer : Karl Riker
- Pedro Gonzalez Gonzalez : le ranchero mexicain
- Jim Burk (VF : Michel Gatineau) : Trace, le provocateur
- Eddy Donno : Cass
- Bob Morgan : l’infirme dans la rue
- Ralph Volkie : Le forgeron

## Autour du personnage
Le personnage de John Chisum apparaît dans d'autres westerns américains, notamment :
- 1957 : Quarante tueurs (Forty Guns) de Samuel Fuller, interprété par Hank Worden ;
- 1973 : Pat Garrett et Billy le Kid (Pat Garrett and Billy the Kid) de Sam Peckinpah, interprété par Barry Sullivan ;
- 1990 : Young Guns 2 de Geoff Murphy, interprété par James Coburn.

Le personnage de John Chisum est également mentionné dans Les Cowboys (1972) de Mark Rydell, à l'occasion d'un entretien d'embauche entre les personnages incarnés par John Wayne et Bruce Dern.

## Éditions vidéo
En France, le film a fait l'objet d'une sortie sur le support DVD  :
- Chisum, DVD-9 Snap-Case, sorti le 24 septembre 2003, édité et distribué par Warner Bros. Home Entertainment France.

Le ratio écran est en 2,35:1 panoramique 16:9. L'audio est en français, anglais et italien 1.0 Dolby Digital avec présence de sous-titres français, anglais, italiens, arabes, allemands, espagnols, roumains et néerlandais. En supplément un commentaire audio d'Andrew V. McLaglen sans sous-titres et un documentaire sur John Wayne et Chisum (9' VOST). il s'agit d'une édition Zone 2 Pal.
Un Blu-ray est également sorti sur le marché allemand, avec les mêmes spécificités que le DVD.